# Lenzmoarkogel
Der Lenzmoarkogel ist mit 1991 m ü. A. der höchste Gipfel der Gleinalpe in der Steiermark.

## Lage und Umgebung
Die drei höchsten Gipfel der Gleinalpe stehen in einem halbkreisförmigen Bergmassiv eng beisammen. Es sind dies der Lenzmoarkogel im Westen, der ihm eng benachbarte Speikkogel (1988 m) im Süden und der etwas stärker abgesetzte Lärchkogel (1894 m) im Nordosten. In seiner Bekanntheit bleibt der Lenzmoarkogel hinter seinem um nur drei Meter niedrigeren Nachbarn Speikkogel zurück, der aufgrund seiner zentralen Lage auch häufiger besucht wird – über ihn verlaufen auf gemeinsamer Trasse der Zentralalpenweg, der Nord-Süd-Weitwanderweg sowie der Europäische Fernwanderweg E6, südlich unterhalb des Speikkogels liegt das Gleinalmschutzhaus.
Vom Speikkogel im Südosten ist der Lenzmoarkogel nur durch eine namenlose, nur unwesentlich niedrigere (1973 m) Kuppe getrennt. Nördlich unterhalb des Gipfelbereichs des Lenzmoarkogels befindet sich ein Türkentörl (1863 m) genannter Sattel. Auch wenn eine Sage von Grausamkeiten während der Türkenkriege berichtet, dürfte der Name des Sattels (der keinerlei verkehrstechnische oder militärische Bedeutung hat) auf einen älteren, verballhornten Ortsnamen zurückgehen. Vom Türkentörl zieht ein weit verzweigter Bergrücken mit u. a. Wildeggkogel (1792 m) und Weiblofen (1650 m) nach Nordwesten bis zum Preggraben, einem Seitental des Murtals. Nach Osten fällt der Lenzmoarkogel recht steil in den Kapellengraben ab, im Westen zieht sich ein kleiner Rücken in den Gleingraben hinab. Eine Rückfallkuppe unterhalb der namenlosen Kuppe zwischen Speikkogel und Lenzmoarkogel trägt den Namen Ochsenboden, dort befindet sich ein mit Zahlenschloss versperrtes Biwak.
Über den Gipfel des Lenzmoarkogels verläuft die Grenze zwischen den beiden Bezirken Leoben und Murtal. Neben dem Gipfelkreuz befindet sich ein provisorischer Windschutz aus geschlichteten Bruchsteinen.

## Wege
Der Lenzmoarkogel kann als halbstündiger „Abstecher“ von den genannten Fernwanderwegen über den Speikkogel besucht werden. Der bekannteste lokale Zustieg zum Gleinalmsattel erfolgt über die Ortschaften Übelbach bzw. Neuhof (Parkplatz Hoyer), von wo man über Forstwege und den sogenannten „Alten Almweg“ in etwa drei Stunden zum Sattel kommt. Von Westen aus ist der Sattel von der Ortschaft Glein erreichbar.
Ein direkterer Weg auf den Gipfel läuft über den nach Nordwesten abfallenden Rücken (Wanderwege vom Almgasthof Spitzer, Preggraben über untere/obere Vorderleitenhütte). Aus der Hinterlobming im Nordosten kann der Lenzmoarkogel über Forstwege durch den Kapellengraben und zuletzt über unmarkierte Steige bzw. offenes Gelände bestiegen werden.

Galerie
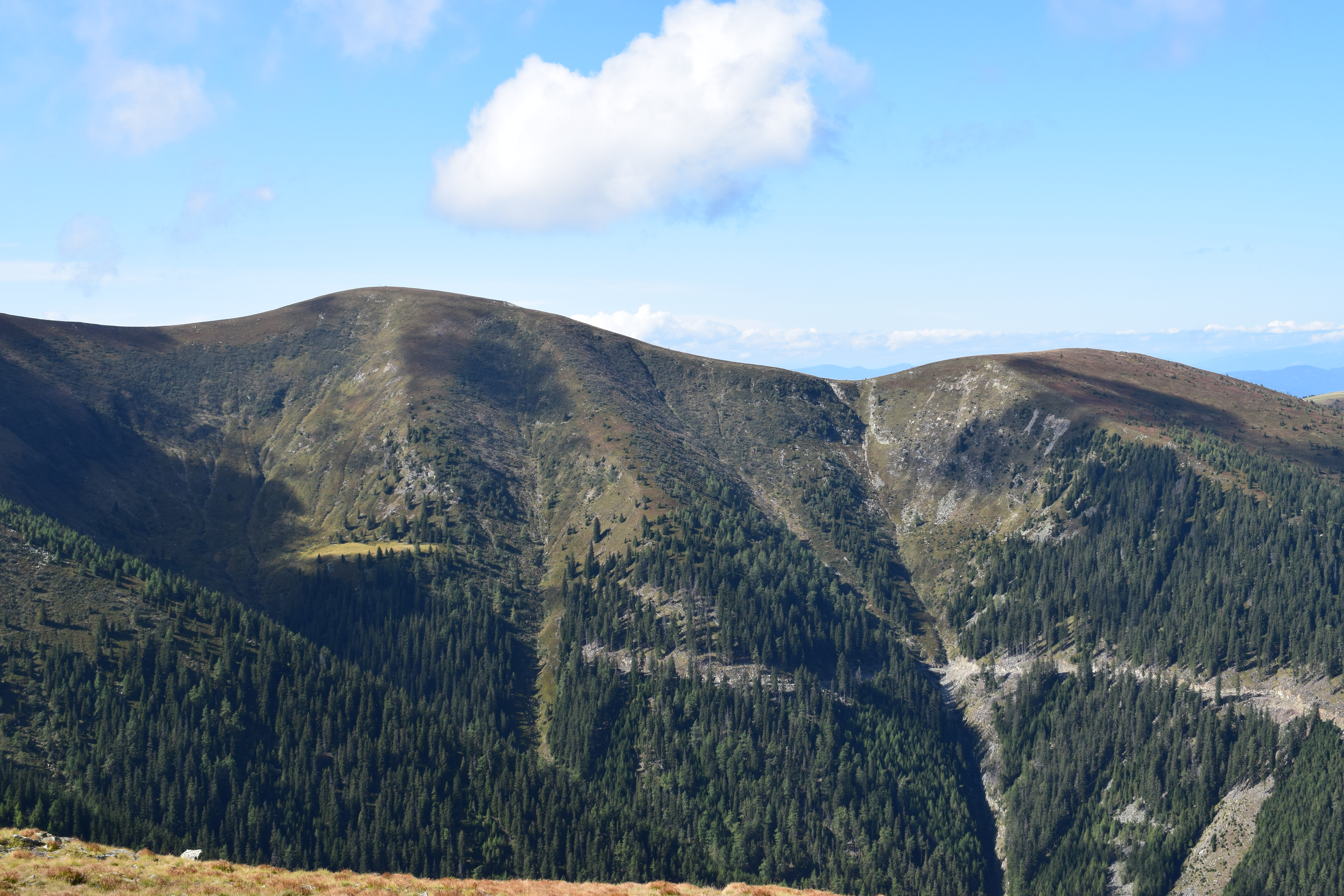
Blick vom Lärchkogel über den Talschluss des Kappelengrabens auf den Lenzmoarkogel, rechts das Türkentörl
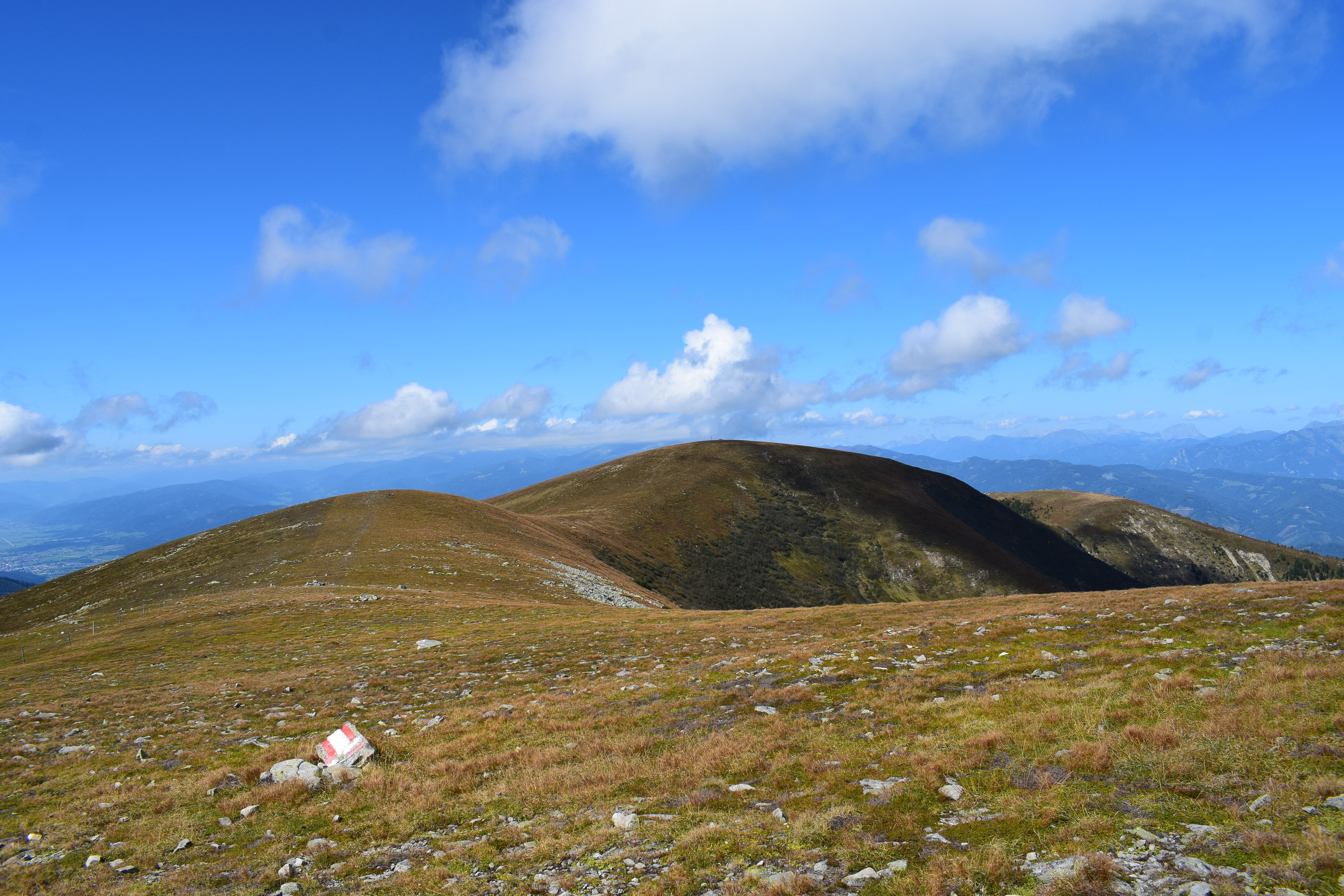
Blick vom Speikkogel zum Lenzmoarkogel
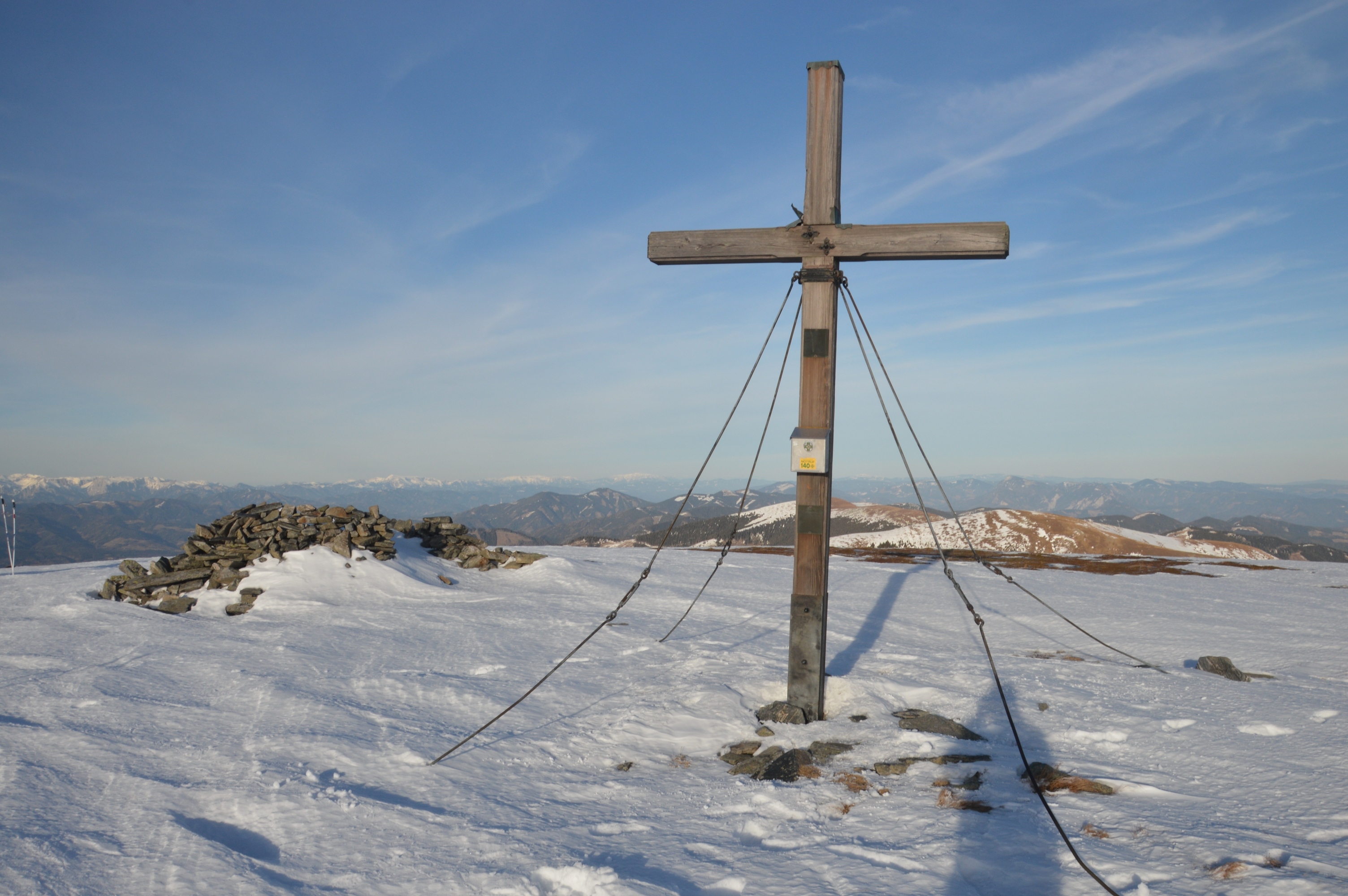
Gipfelkreuz und Windschutz im Winter, Blick nach Nordosten
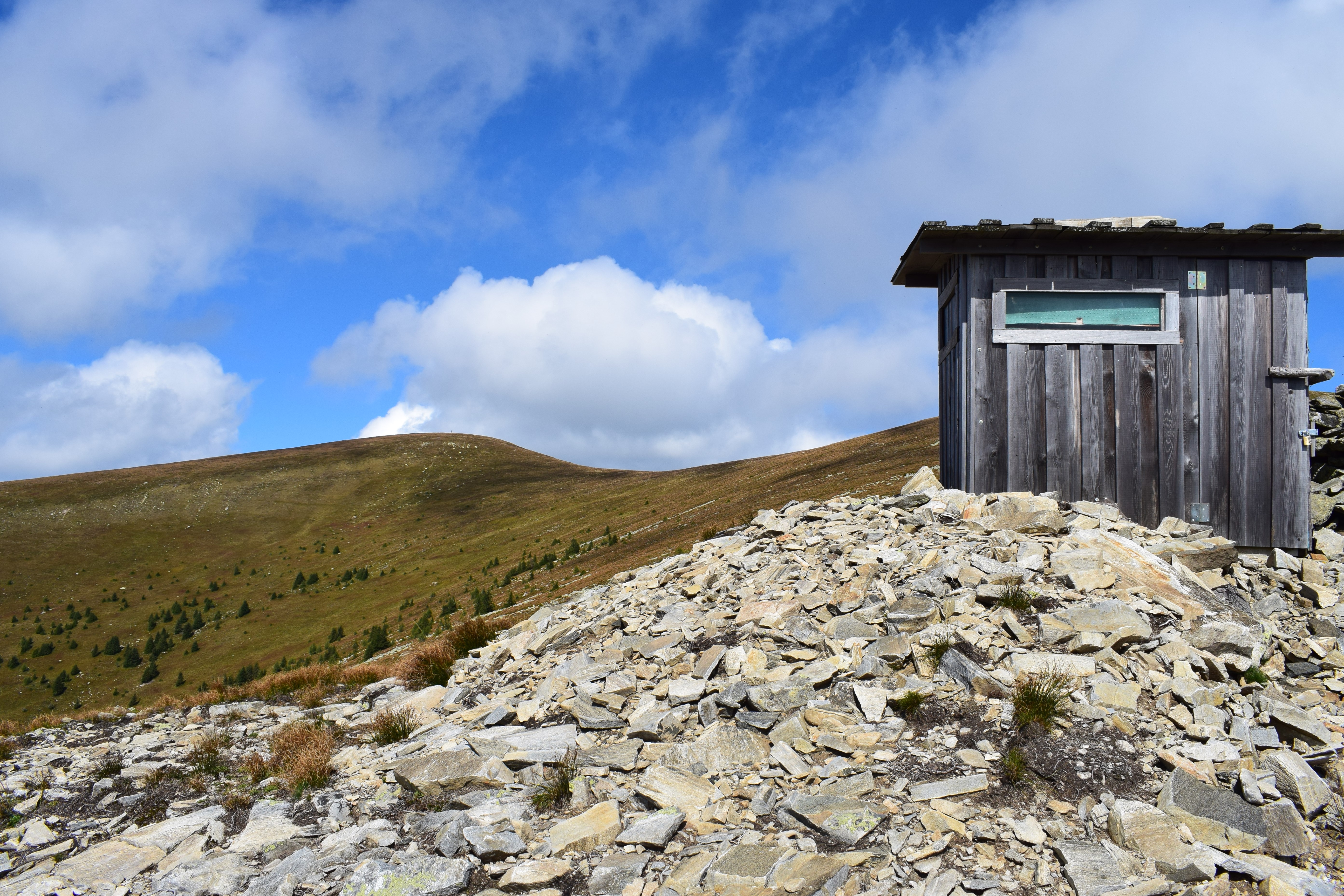
Biwak am Ochsenboden, Lenzmoarkogel links im Hintergrund
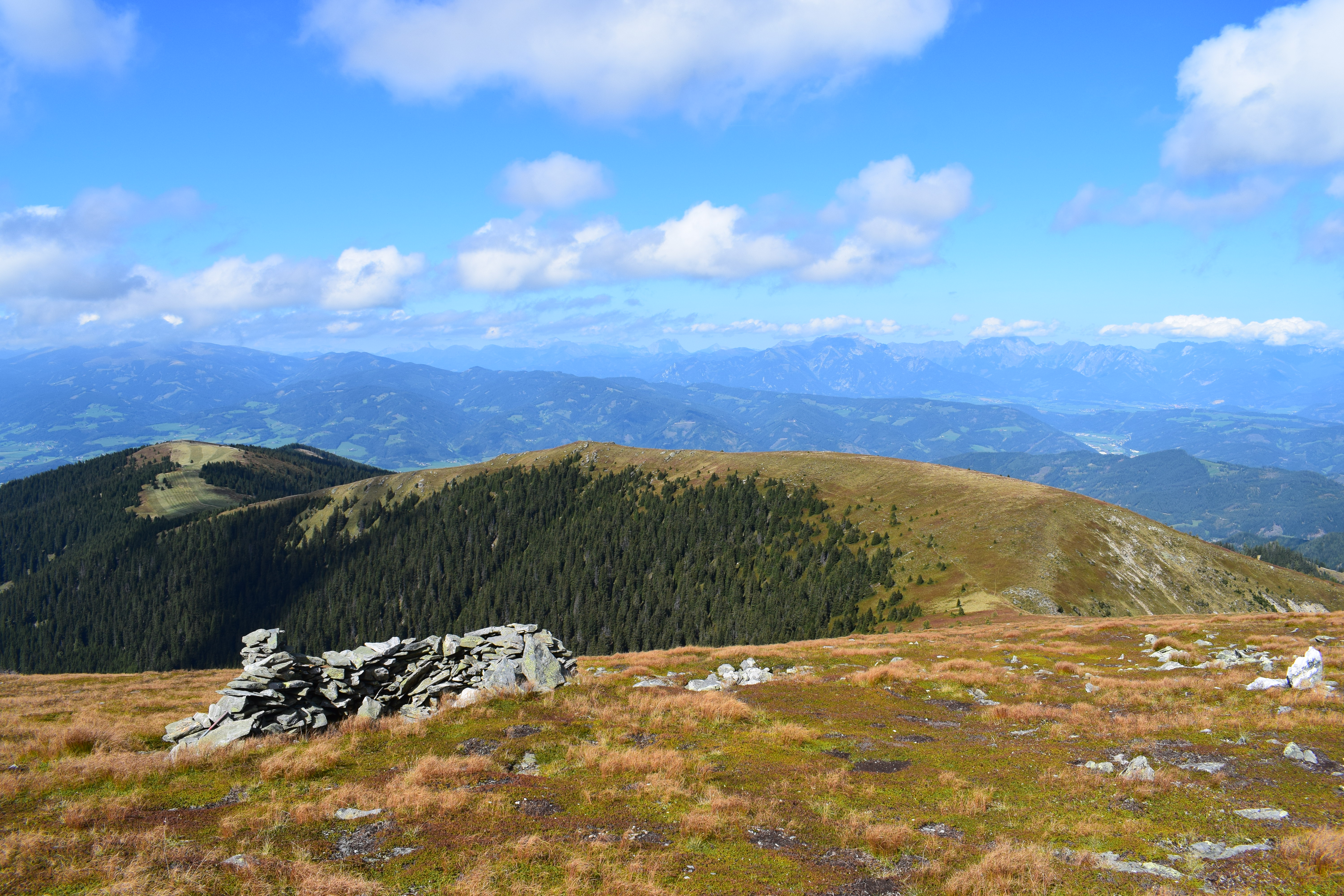
Vom Gipfel nach Norden abfallenden Rücken, links der Wildeggkogel